# Haus Wilsdruffer Straße 14

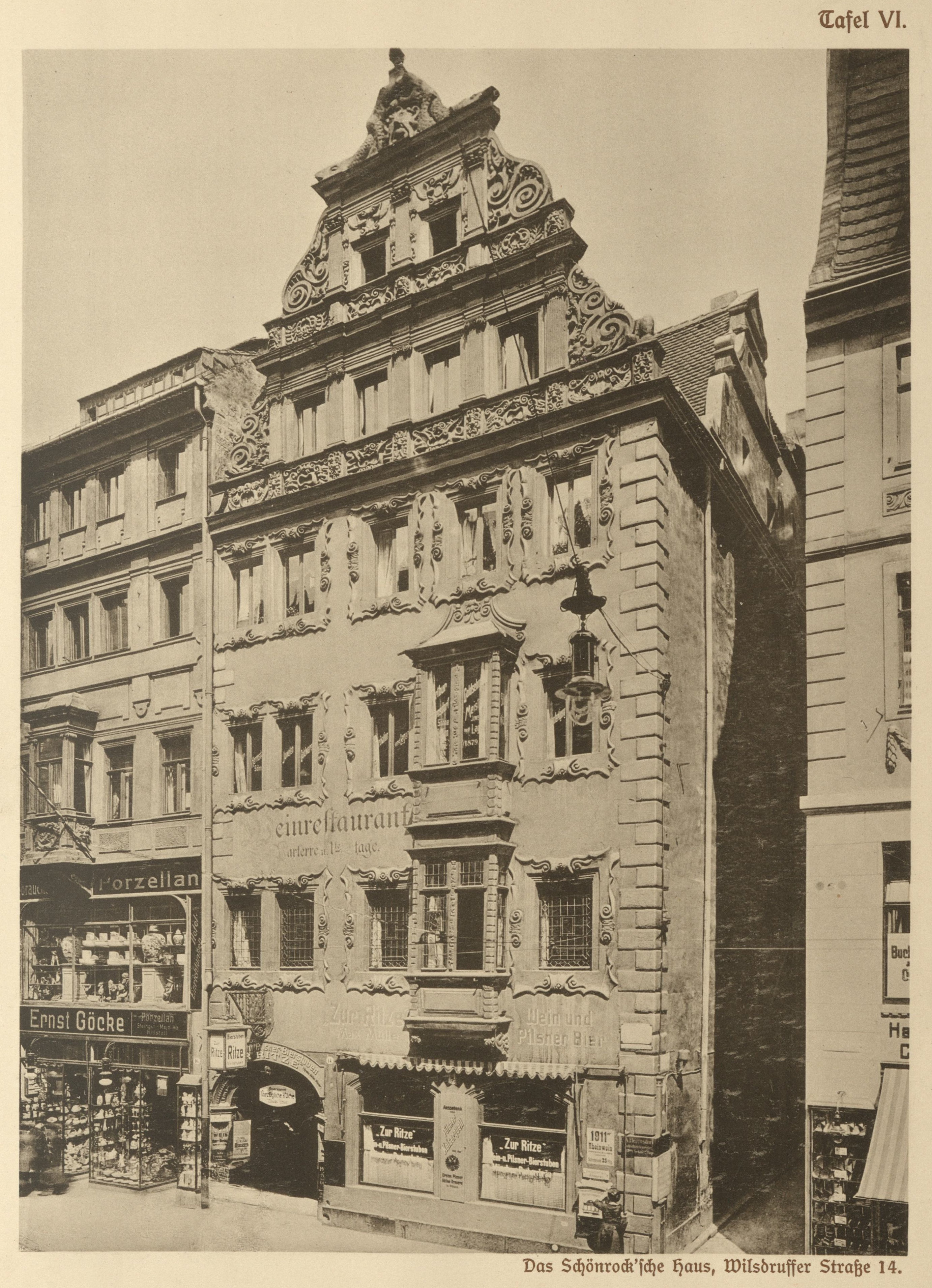
Haus Wilsdruffer Straße 14 (1913), rechts der Brandgiebel des Kaufhauses Alsberg

Das Haus Wilsdruffer Straße Nr. 14 war ein frühbarockes Wohnhaus in Dresden. 1945 wurde das Gebäude während der Luftangriffe auf Dresden zerstört.
Das Haus Wilsdruffer Straße 14 wurde wohl um 1660 für den Stadtprediger Christian Zimmermann erbaut. Der Hauseingang befand sich auf der linken Seite. Ein zweigeschossiger Holzerker mit leichter Quaderung an den Ecken befand sich vor dem zweiten Fenster rechts. Die Fenster waren entsprechend der Zimmer zusammengefasst. Der Giebel war zweigeschossig und im manieristischen Stil gehalten, mit fünf ionischen und drei  korinthischen Pilastern  mit reichem Roll- und Schweifwerk. Als Bekrönung dienten zwei Delphine mit verschlungenen Schweifen. Steche verweist das Gebäude in das Ende des 16. Jahrhunderts mit einem nachträglichen Umbau.
Stefan Hertzig beschreibt, wie der an der Fassade angebrachte Dekor sich den beherrschenden, horizontalen und vertikalen Grundlinien unterordnete.
Als Nutzung gibt altesdresden.de an (Erdgeschoss, später (ab ca. 1910) mit 1. Obergeschoss, darüber Wohnungen)
- 1896 Weinstube H. Schönrocks Nachf.
- 1911 Wein-Restaurant Zum schönen Haus, Inh. Max Ferdinand Müller, ab 1911 Zur Ritze, ab 1914 Bierritze
- 1920 (tatsächlich ab 1914) Spezialausschank des Münchner Hackerbräus, Inh. Georg Reinhard
- Um 1933 Residenz-Buffett und Café
- 1940 Rheinische Schoppenstuben Wilsdruffer Tor, Inh. Franz Seifert[5]

Während der Luftangriffe auf Dresden 1945 zerstört, wurde das Grundstück Ende der 1940er Jahre beräumt. Es ist in seiner Fläche heute Teil der Nordfahrbahn der heutigen Wilsdruffer Straße.